# ساختمان بی‌پی
ساختمان بی‌پی (به انگلیسی: BP Building) آسمان‌خراش ۴۵ طبقه به ارتفاع ۲۰۱ متر، با کاربری اداری است، که در شهر کلیولند، اوهایو، ایالات متحده آمریکا مستقر می‌باشد. پروژه ساخت این ساختمان در سال ۱۹۸۲ آغاز شد و در سال ۱۹۸۵ تکمیل و به‌عنوان ساختمان مرکزی شرکت استاندارد اویل اوهایو افتتاح گردید.
ساختمان بی‌پی هم‌اکنون متعلق به شرکت نفتی بریتانیایی بی‌پی (بریتیش پترولیوم) است.